# Tzajalhó, Huixtán
Tzajalhó är en ort i Mexiko.   Den ligger i kommunen Huixtán och delstaten Chiapas, i den sydöstra delen av landet, 800 km öster om huvudstaden Mexico City. Tzajalhó ligger 2 243 meter över havet och antalet invånare är 187.
Terrängen runt Tzajalhó är kuperad. Runt Tzajalhó är det glesbefolkat, med 17 invånare per kvadratkilometer. I omgivningarna runt Tzajalhó växer huvudsakligen savannskog.